# Nowa Wieś (powiat lubartowski)
Nowa Wieś – wieś w Polsce położona w województwie lubelskim, w powiecie lubartowskim, w gminie Serniki.
W latach 1975–1998 miejscowość należała administracyjnie do województwa lubelskiego.
Wieś stanowi sołectwo gminy Serniki. Według Narodowego Spisu Powszechnego z roku 2011 wieś liczyła 333 mieszkańców.
Wierni Kościoła rzymskokatolickiego należą do parafii św. Marii Magdaleny w Sernikach.